# Акилина Загливерска
Акилина или Ангелина (на гръцки: Αγία Ακυλίνα) е източноправославна светица, новомъченица.

## Биография
Акилина е родена в 1745 година в солунската паланка Загливери, тогава в Османската империя. Родната ѝ е запазена. Баща ѝ Йоргос убива един турчин и е осъден на смърт, но за да избегне наказанието приема исляма и обещава да потурчи и семейството си. В 1764 година в Акилина се влюбва солунския паша. Йоргос я отвежда в Солун, но тя отказва да смени вярата си. Акилина е мъчена три дни, докато не умира на 27 септември. Обявена е за светица.
На 22 май 2012 година митрополит Йоан Лъгадински на тържествена литургия във Висока (Оса) обявява намирането на мощите на Света Акилина. Родната ѝ къща е реставрирана и превърната в музей, а в 1995 година в Загливери е построен енорийският храм „Света Акилина“. В нейна чест от 23 до 27 година се провежда фестивала Акилиния.